# بين وينر
بين وينر (بالإنجليزية: Ben Weiner)‏ هو فنان ورسام أمريكي، ولد في 10 نوفمبر 1980.